# قازان بوریسوگلبسکویه
قازان بوریسوگلبسکویه (به روسی: Аэропорт Борисоглебское) فرودگاهی عمومی واقع در قازان در کشور روسیه است که توسط KAPO اداره می‌شود.